# Sedmá věž
Sedmá věž (anglicky The Seventh Tower) je šestidílná fantasy série australského autora Gartha Nixe. Popisuje svět, kde lidé obývají pouze obrovské hrady, zbytek je zahalen temnotou.Popisuje příběh Tala a Milly kteří musí zachránit celý svět. Tal je vyvoleným z Hradu a nemá tušení, že venku je zbytek světa zahalen temnotou a že existuje něco jako Led, na kterém žijí různé kmeny Ledovanů. Po pádu z Červené věže se seznámí s Millou, Ledovankou, jejímž největším snem je stát se Pannou ochránkyní. Milla slíbí, že mu pomůže najít slunokam, pokud dá světlo Ledovanským klanům a vypraví se společně s Talem na dlouhou cestu. Netuší však, že brzy v jejich životě půjde o víc, než jen o sluneční kámen...

## Jednotlivé knihy
1. Pád (2000)
2. Hrad (2000)
3. Aenir (2001)
4. Nad závojem (2001)
5. Do boje (2001)
6. Fialový kámen (2001)